# Іспанський ескудо
Ескудо (ісп. escudo) — назва двох типів іспанської валюти, що перебували в обігу в 1535—1849 роках (золотий ескудо) та в 1864—1869 роках (десятковий срібний ескудо).

## Золотий ескудо

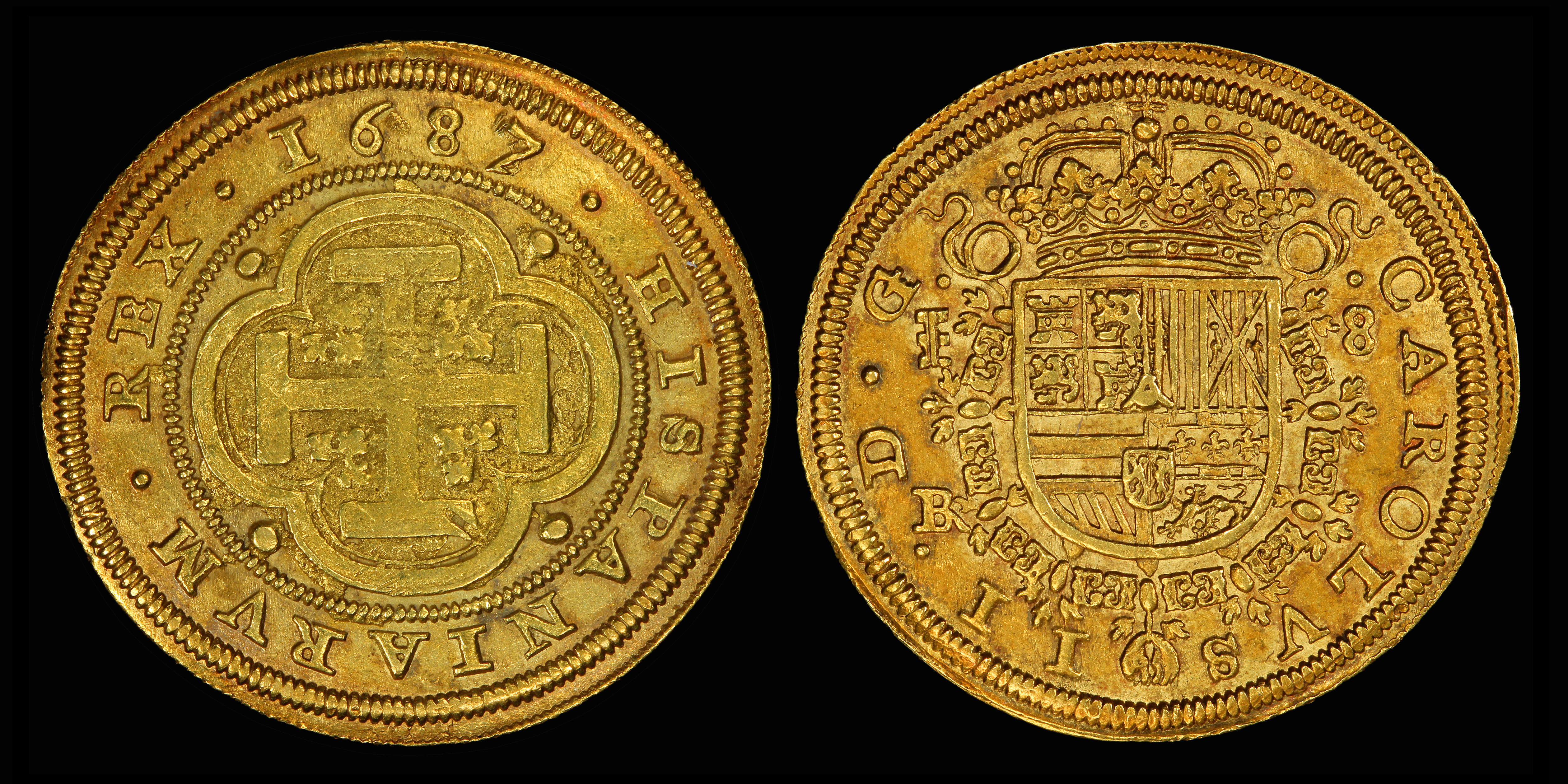
Монета номіналом у вісім іспанських ескудо (1687 рік)

З 1516 року правителем спадкових земель Габсбургів в Іспадії став король Карл I. Після обрання на королівство, через постійні війни в Європі він потрапив у великі борги, особливо перед німецькими фінансистами Фуггерами.  У 1537 році в Іспанській імперії було прооведено грошову реформу. Замість золотого дуката, який більше не карбувався як монета, але залишився як розрахункова одиниця, мали карбувати золоті корони і ескудо. З однієї кастильської марки золота в 22 карата (916 проба або 11/12 чистого золота) карбувалось 68 ескудо вагою 3.4 грами, що містили 3,1 г щирого золота. Один ескудо оцінювався в 350 мараведі. Монети, номіновані в ескудо, карбувались до 1833 року. Спочатку 1 ескудо коштував 16 реалів. Коли згодом з я'вились різні типи реалів, ескудо став коштувати 16 срібних реалів (ісп. reales de plata), потім 16 «твердих» срібних реалів (ісп. reales de plata fuerte), а з 1737 року — 40 білонних реалів (ісп. reales de vellón) .

### Монети
Золоті монети випускалися номіналом в 1⁄2, 1, 2, 4 і 8 ескудо. Популярна монета номіналом в 2 ескудо була відома як дублон і важила 6.766 грама (0.218 тройської унції) та містила 6.2 г. щирого золота.
Між 1809 і 1849 роками були випущені монети номіналом 80, 160 і 320 білонних реалів (ісп. reales de vellón), еквівалентні за вмістом золота та вартістю монетам 2, 4 і 8 ескудо. Більшість із них були викарбувані в Мадриді і позначені літерою M у верхньому індексі, або в Севільї з літерою S внизу та ліворуч від королівського герба. На протилежному боці були вибиті ініціали начальника монетного двору.

## Срібний ескудо
Срібний ескудо був валютою Іспанії між 1864 і 19 жовтня 1868 року. Срібний іспанський ескудо був десятковою валютою, тобто поділявся на 100 сентимо де ескудо. Срібний ескудо замінив реал за курсом 10 реалів = 1 ескудо. Пізніше він сам був замінений на песету за курсом 2+1⁄2 песети = 1 ескудо, коли Іспанія приєдналася до Латинського валютного союзу. Срібний ескудо оцінювався в 1/4 попереднього золотого ескудо.

### Монети
Мідні монети випускалися номіналом в +1⁄2, 1, 2+1⁄2 і 5 сентимо; срібні монети номіналом в 10, 20 і 40 сентимо та 1 і 2 ескудо; і золоті монети номіналом в 2, 4 і 10 ескудо. 1 ескудо було введено в обіг у 1864 році, а потім інші срібні та золоті монети в 1865 році та мідні монети в 1866 році. Усі монети карбувалися до 1868 року, 10 ескудо також були викарбувані в 1873 році під час Першої республіки.